# Ada Natali
Ada Natali (Massa Fermana, 5 marzo 1898 – Massa Fermana, 27 aprile 1990) è stata una politica e antifascista italiana, nota per essere stata la prima donna a ricoprire la carica di sindaco in un comune italiano.

## Biografia

### Giovinezza e Seconda guerra mondiale
Nata a Massa Fermana nel 1898, era figlia del sarto Giuseppe Natali, socialista e noto antifascista, nonché sindaco di Massa Fermana, e di Argia Germani, insegnante elementare.
Nel giugno 1915 si diplomò all'Istituto magistrale e subito dopo ottenne l'abilitazione all'insegnamento per le scuole elementari.
Nel 1922 il padre Giovanni fu vittima degli squadristi, avendo subito un grave pestaggio. La madre Argia morì tre anni dopo. Nei primi mesi del 1926 Ada venne allontanata da Massa Fermana e confinata in una zona interna, a Roccafluvione, a causa delle segnalazioni giunte ai prefetti di Ascoli Piceno e Fermo, nelle quali viene descritta come «sovversiva comunista pericolosa».
Dopo l'arresto del padre Giuseppe, avvenuto il 31 dicembre 1929, Ada e la sorella Aurora, anche questa maestra elementare, furono sottoposte a ulteriori richieste di indagini da parte del casellario politico centrale.
Nel 1932 Ada si iscrisse alla facoltà di giurisprudenza e nel 1936 chiese di essere avvicinata all'università di Macerata, al fine di poter continuare gli studi. Venne quindi trasferita in località Appezzana, nel comune di Loro Piceno, ma fu sempre controllata a vista dai Carabinieri. Qualche anno dopo conseguì la laurea in giurisprudenza con la tesi "Il delitto di violazione degli obblighi di assistenza familiare".
Poco prima dell'armistizio di Cassibile dell'8 settembre 1943 e durante la guerra di liberazione dal nazi-fascismo, Ada aderì agli scontri partigiani in località Pian di Pieca e San Ginesio, entrando a far parte della banda del partigiano Decio Filipponi. Inoltre diede ospitalità a soldati inglesi, partigiani, renitenti e prigionieri che le valsero riconoscenza dal governo alleato alla fine della guerra.

### Nel dopoguerra

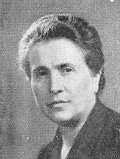
Ritratto ufficiale di Ada Natali da Deputata della Repubblica Italiana

Nel marzo del 1946, a seguito delle prime elezioni amministrative del dopoguerra, venne eletta sindaco del suo comune, diventando quindi la prima donna in Italia a ricoprire tale carica, assieme a Ninetta Bartoli, che manterrà fino al 1959.
Eletta deputata nella lista del Partito Comunista Italiano nel 1948, rimase in carica fino alla fine della I legislatura repubblicana, nel 1953. Tra le azioni della Natali come parlamentare, si ricordano la presenza a una delle prime delegazioni che si recarono in Russia per stabilire gli iniziali rapporti istituzionali con il Partito Comunista dell'Unione Sovietica.
Partecipò attivamente alla campagna elettorale in Sicilia nel 1953, dove venne inviata da Palmiro Togliatti, allora segretario generale del PCI.
Agli inizi degli anni cinquanta prese parte e appoggiò diverse lotte delle operaie delle fabbriche di cappelli del comune di Montappone, dette anche "paglierine", nell'ottenimento del primo contratto di lavoro. Al fine di far riscaldare le operaie riunite in assemblea permanente ordinò ai dipendenti del comune di raccogliere la legna presso la Selva che circonda il Convento dei Frati Francescani. Per questo motivo venne denunciata e processata. La difesa venne affidata a una squadra di avvocati, composta, tra gli altri, da Umberto Terracini, presidente dell'Assemblea Costituente, e venne infine assolta con formula piena.
Pur di salvare alcune opere d'arte di grande valore, come la "Natività" di Vincenzo Pagani, dalla noncuranza della Soprintendenza, vendette dei pezzi di scarso valore storico-artistico per procurarsi i finanziamenti necessari allo scopo. Per questo motivo venne denunciata dall'opposizione in Consiglio comunale. Di nuovo processata, il procedimento finì anche stavolta con la piena assoluzione.

### Ultimi anni e morte

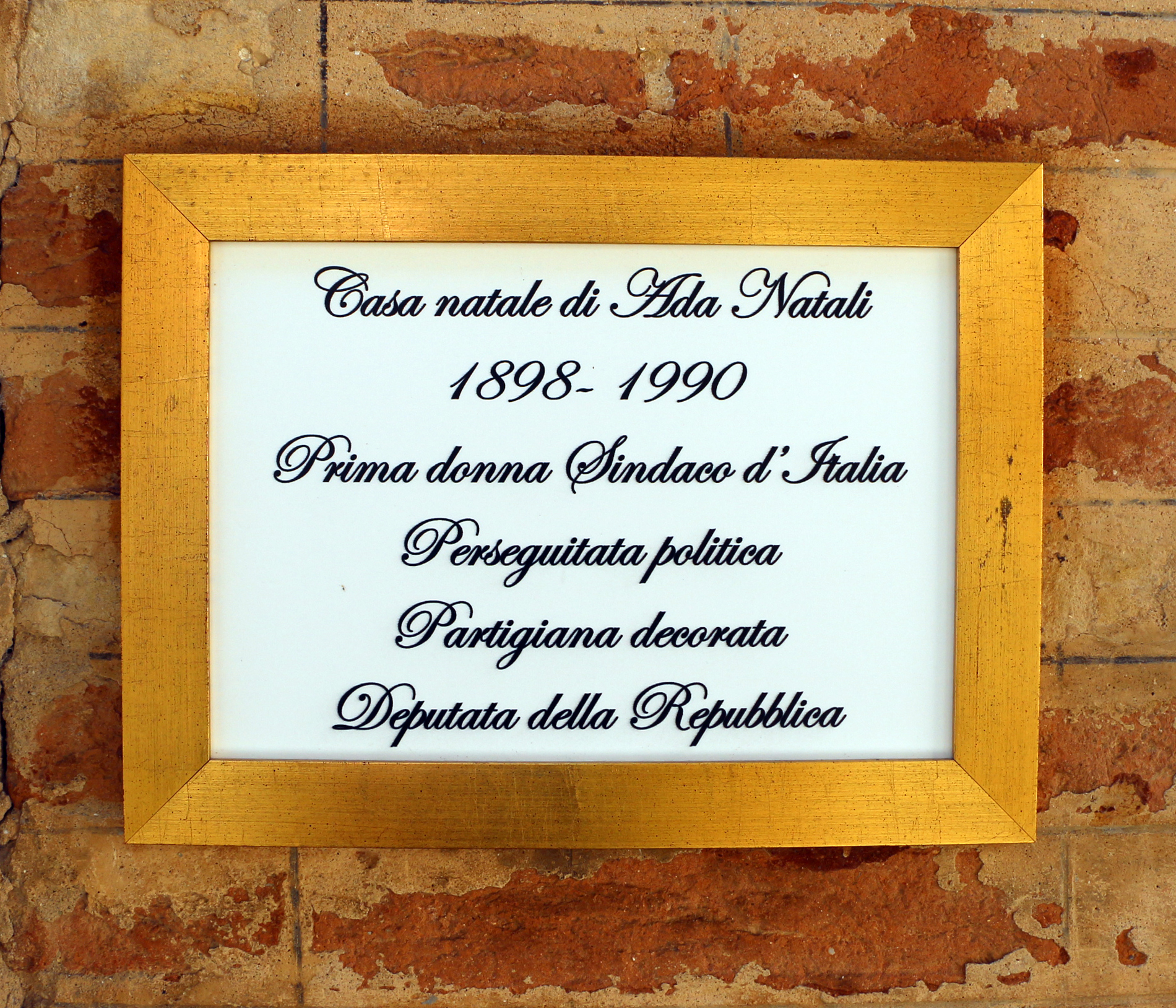

Ritiratasi a vita privata, mantenne i rapporti con il movimento femminista e con alcuni ex colleghi parlamentari come Nilde Iotti, Ugo Pecchioli, Arturo Colombi, Pietro Ingrao, Giorgio Amendola.
Comunista, ma anche cattolica praticante, conservò i rapporti con la chiesa locale, con i sacramenti e con il Santuario del Santissimo Crocifisso di Mogliano, al quale elargiva consistenti contributi.
Morì infine nel 1990 nel suo comune natale, nel quale visse fino al decesso.
Alla sua morte numerose furono le testimonianze di stima pervenute da diverse località d'Italia, in particolare dalla Presidenza della Camera dei deputati. Dopo la morte le fu dedicata una via dal comune di Massa Fermana e nel gennaio del 2016 venne commemorata con l'affissione di una targa sulle mura della casa natia.